# L'Orient des livres
L’Orient des livres est une maison d’édition libanaise, partenaire de l'éditeur français Actes Sud.

## Historique, mission, publications
Fondées en 2011 à Beyrouth, les éditions L’Orient des Livres sont issues de la volonté de mieux faire dialoguer l’Orient et l’Occident à travers la littérature et la pensée, et de mettre en valeur le patrimoine littéraire arabe en lui assurant diffusion et visibilité.
L’Orient des Livres publie aussi bien des romans que des essais et des beaux-livres, en arabe et en français, en coédition avec Actes Sud (notamment la collection « Sindbad » dirigée par Farouk Mardam-Bey) ou à titre indépendant.

## Salons littéraires
Les éditions L’Orient des Livres sont présentes chaque année au Salon du livre francophone de Beyrouth dont elles contribuent activement à l’organisation, ainsi qu’au Salon du livre de Paris à travers les éditions Actes Sud et le stand du Liban, organisé par le ministère de la Culture libanais.

## Écrivains édités par L’Orient des livres
- Roger Assaf
- Toufic Youssef Aouad
- Alaa al-Aswany
- Akl Awit
- Najwa Barakat
- Noha Baz
- Jocelyne el-Boustany
- Ahmad Beydoun
- Melhem Chaoul
- Hanan El-Cheikh
- May Chidiac
- Rachid El-Daïf
- Jabbour Douaihy
- Thérèse Douaihy
- Samir Frangié
- Antoine Haddad
- Bassam Hajjar
- Samir Kassir
- Percy Kemp
- Khaled Khalifa
- Bachir el-Khoury
- Elias Khoury
- Henry Laurens
- Naguib Mahfouz
- Amal Makarem
- Georgia Makhlouf
- Ziad Majed
- Ivana Marchalian
- Richard Millet
- Youssef Mouawad
- Alexandre Najjar
- Fawwaz Traboulsi
- Abdo Wazen
- Khaled Ziadé
- Henri Zoghaib